# 弗兰·冈萨雷斯
弗朗西斯科·哈维尔·冈萨雷斯·佩雷斯（西班牙語：Francisco Javier González Pérez,西班牙語發音：[fɾanˈθisko ˈxaβjeɾ ɣonˈθaleθ ˈpeɾeθ]） 是西班牙足球运动员，前西班牙国脚，现已退役，通常称为弗兰（Fran）。
值得敬佩的是，他把自己全部的职业生涯都献给了一家俱乐部：拉科鲁尼亚。场上司职左边前卫。

## 俱乐部生涯
弗兰注定要成为拉科鲁尼亚历史上不平凡的一员。1988年，他加入拉科鲁尼亚B队，随后在1991年8月31日球队同巴伦西亚的比赛里完成了他的第一场西甲比赛。
随后，弗兰逐渐成为球队的精神领袖，并长期担任球队队长。1995-1996赛季，皇家马德里几乎要引进他，然而弗兰因为对球队的热爱而最终拒绝了对方的邀请。
2004-2005赛季结束后，在拉科鲁尼亚效力长达17年，征战14个西甲赛季的弗兰，最终决定退役。与他一同退役的还有时任球队副队长的巴西中场毛罗·席尔瓦。
2008年，弗兰同当年的一些老队友一起，参加了元老室内足球赛。

## 国家队生涯
1993年，在西班牙1：1战平墨西哥的比赛里，弗兰首次打满全场。他总共为国家队出场16次，并且随队参加了2000年欧洲杯。

## 个人生活
弗兰的哥哥何塞·拉蒙，同样也是一名足球运动员，同样也是拉科鲁尼亚青训体系的成员。弗蘭的兒子尼科，为巴薩隆那拉玛西亚青训，现效力英超球队曼城。

## 荣誉
- 西甲联赛冠军: 1999-2000
- 西班牙国王杯: 1994-95，2001-02
- 西班牙超级杯: 1995，2000，2002